# 中島宏
中島 宏（なかじま ひろし、1938年 - ）は、日本の地方公務員、造園家。都市防災美化協会理事長、公益財団法人東京都公園協会評議員。東京都公園審議会委員。元東京都建設局公園緑地部長。公益財団法人都市緑化機構 役員。

## 人物・来歴
千葉大学園芸学部造園学科卒業後、東京都勤務。公園緑地部公園建設課長、計画課長、建設局参事、公園緑地管理財団、国営昭和記念公園昭和管理センター所長、南部公園緑地事務所所長等を歴任。技術士。日本造園学会理事、中央技能検定委員。2014年日本造園学会上原敬二賞。

## 著書
- 『水の庭 つくり方と実例』立風書房、1976年
- 『造園技術必携 4 造園植物と施設の管理』（鹿島出版会、1982年）
- 『植栽の設計・施工・管理』（経済調査会、1992年）
- 『緑化・植栽マニュアル―計画・設計から施工・管理まで』（経済調査会、2004年）
- 『横網町公園－東京都慰霊堂・復興記念館』（（東京公園文庫【48】）東京都公園協会、2009年）
- 『造園実務必携』（朝倉書店、2018年）

### 共著・監修
- 『みどり―行雲流水・花と樹の話』中島一恵共著（山海堂、1990年）
- 『緑空間の計画と設計』五十嵐誠, 近藤三雄共著 （経済調査会、1995年）
- 『庭園施工管理・庭園用語』三橋一也共著（庭園施工自習講座、加島書店、1996年）
- 『林試の森公園』小林安茂共著（（東京公園文庫【43】）東京都公園協会、1996年）
- 『水元公園』桜田通雄, 山口善正共著（（東京公園文庫【44】）東京都公園協会、1997年）
- 『道路緑化ハンドブック』監修（山海堂、1999年）
- 『道路植栽の設計・施工・維持管理―安全な街路樹・危険な街路樹』（監修、経済調査会出版部、2012年）